# 20354 Rebeccachan
20354 Rebeccachan este un asteroid din centura principală de asteroizi.

## Descriere
20354 Rebeccachan este un asteroid din centura principală de asteroizi. A fost descoperit pe 21 aprilie 1998 la Socorro, New Mexico, în cadrul proiectului LINEAR. Asteroidul prezintă o orbită caracterizată de o semiaxă mare de 2,35 ua, o excentricitate de 0,10 și o înclinație de 6,4° în raport cu ecliptica.